# Berlin Brandenburg lufthavn
Flughafen Berlin Brandenburg Willy Brandt (IATA-lufthavnskode BER) er en ny storlufthavn i Schönefeld 24 kilometer syd for Berlins centrum, lufthavnen er opkaldt efter Willy Brandt.  Åbningen var planlagt til 30. oktober 2011, men blev forsinket og forventedes at skulle indvies 17. marts 2013.; 
Åbningen blev igen udsat, men i januar 2017 blev det bekræftet at lufthavnen tidligst ville åbne i 2018.Åbningen blev imidlertid udsat, til 2020.
29. november 2019 bekræftede lufthavnsoperatøren FBB, at lufthavnen vil åbne for kommerciel flyvning 31. oktober 2020. Lufthavnen åbnede den 31. oktober 2020.
Lufthavnen bygges som en stor udvidelse af den eksisterende Berlin Schönefeld International (Flughafen Berlin-Schönefeld International) på stedet. Lufthavnet vil få tilnavnet "Willy Brandt" opkaldt efter den tidligere borgmester og kansler fra SPD.
Efter 10 års administrative og juridiske tovtrækkerier, gav den føderale domstol i Leipzig grønt lys til projektet. Sagen faldt dermed ud til Berlins fordel, mens beboere og kommuner nær den kommende lufthavn tabte. Schönefeld ligger på grænsen mellem Berlin og delstaten Brandenburg, som den også vil betjene.
Senest har kabelføringen af el-forsyningen givet forsinkelse. Et af de helt store problemer, forekom især at være brandsikringen. Samlet set vurderes det at budgetoverskridelserne er på ca. 28 %, så den samlede anlægssum bliver omtrent 31,2 milliarder DKK.
Berlin Brandenburg International vil erstatte de to lufthavne i Berlin, som fortsat er i drift. Kun Schönefelds nuværende sydlige landingsbane bliver bevaret.